# Pratomagno
Le Pratomagno est un massif montagneux entre le Valdarno supérieur et le Casentino au nord-ouest d'Arezzo dans sa province et aussi, pour une plus petite part, dans la partie sud-est de la ville métropolitaine de Florence. Il est bordé par le fleuve Arno à l'est et à l'ouest.

## Géographie
Son plus haut sommet culmine à 1 592 m et se nomme la Croce di Pratomagno, qui domine le Poggio Masserecci (1 548 m) et le Monte Secchieta (1 449 m) qui sépare la province d'Arezzo et la ville métropolitaine de Florence.
Les communes qui s'étendent sur ses flancs sont :
- Castel San Niccolò, Ortignano Raggiolo, Castel Focognano, Talla, Loro Ciuffenna, Castelfranco di Sopra et Pian di Scò en province d'Arezzo ;
- Reggello, Pelago, Rufina et Londa en ville métropolitaine de Florence.

## Histoire
Une pierre commémorative rappelle la tentative malheureuse de l'Australien Herbert John Louis Hinkler, héros de la Première Guerre mondiale, qui tenta de rallier l'Angleterre à l'Australie et qui s'y écrasa le 8 janvier 1933.

## Activités
Le versant ouest est particulièrement adapté au vol libre dans la zone de Reggello et Vallombrosa.
L'espace naturel protégé d'intérêt local Forêt de Sant'Antonio couvre une partie du massif.

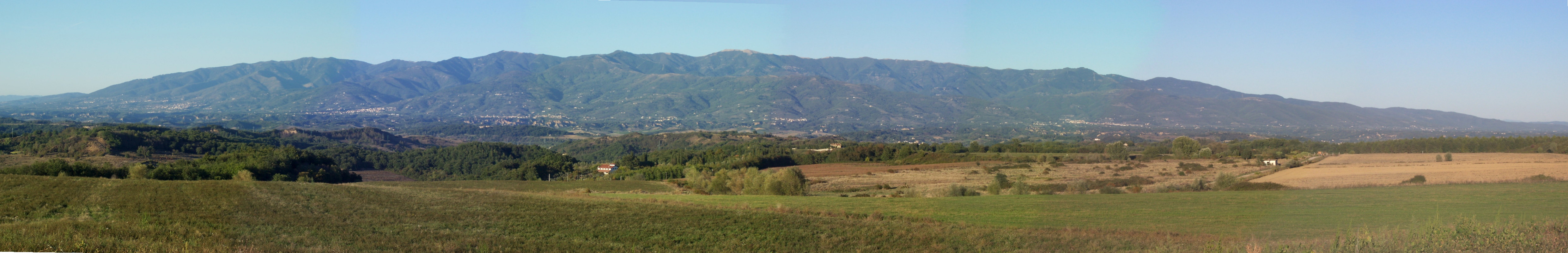
Le Pratomagno vu depuis le Chianti